# 바튼 아카데미
《바튼 아카데미》(영어: The Holdovers)는 2023년 개봉한 미국의 코미디 드라마 영화로, 알렉산더 페인이 감독을 맡았다.
촬영은 2022년 1월부터 3월까지 매사추세츠에서 진행되었다. 버튼 아카데미는 2023년 8월 31일 제50회 텔루라이드 영화제에서 초연되었고, 2023년 10월 27일 포커스 피처스에서 미국에서 개봉되었다. 비평가들의 호평을 받았고 4,500만 달러 이상의 수익을 올렸다.

## 줄거리
1970년 크리스마스, 뉴잉글랜드의 남학교인 바튼 아카데미에서 엄격한 고전 문학 교사인 폴 헌햄은 크리스마스 방학 동안 집에 가지 못하는 학생들을 감독하는 벌을 받게 된다. 학생들은 물론 동료 교사들마저 그의 깐깐한 성격과 고집 때문에 그를 싫어한다. 학교 교장은 폴이 주요 기부자의 아들을 낙제시켜 학교의 재정적 손실을 가져왔다며 그를 질책하고, 그 벌로 어쩔 수 없이 몇몇 학생들과 함께 학교에 남게 된다.
남아있는 학생 중에는 어머니가 재혼 후 신혼여행을 떠나버려 학교에 남게 된 앵거스 툴리도 있었고, 최근 베트남 전쟁에서 사망한 아들 커티스를 잃은 학교 식당 매니저 메리 램도 있었다. 폴은 학생들에게 방학 동안에도 공부와 운동을 강요하지만, 며칠 뒤 한 학생의 부유한 아버지가 헬리콥터를 타고 나타나 학생들을 스키 여행에 데려가기로 한다. 하지만 앵거스는 부모와 연락이 닿지 않아 홀로 남게 되고, 폴과 메리, 앵거스는 함께 크리스마스를 보내게 된다.
어느 날 앵거스가 호텔을 예약하려다 폴과 다투고, 몸싸움 끝에 어깨가 탈구되는 사고가 발생한다. 병원에서 앵거스는 폴을 보호하기 위해 거짓말을 하고, 이를 계기로 폴과 앵거스는 가까워진다. 폴은 앵거스를 데리고 교장 비서의 파티에 참석하고, 메리와 학교 관리인 대니와 함께 크리스마스이브를 보낸다. 파티에서 메리는 아들의 죽음으로 감정이 폭발하고, 앵거스는 자신의 아버지가 죽지 않았다는 사실을 밝히며 폴의 무신경함에 화를 낸다.
죄책감을 느낀 폴은 크리스마스 파티를 마련하고, 메리의 설득으로 앵거스와 함께 보스턴으로 여행을 떠난다. 그곳에서 폴은 하버드 동창을 만나 거짓말을 하고, 앵거스는 폴이 하버드에서 표절 누명과 사고로 퇴학당했다는 사실을 알게 된다. 폴과 앵거스는 앵거스의 아버지가 정신병원에 있다는 사실을 알게 되고, 그를 찾아간다. 앵거스는 아버지와 같은 전철을 밟을까 두려워하고, 폴은 그를 위로한다.
새해가 밝고, 학교에 복귀한 폴은 교장실로 불려간다. 앵거스의 어머니와 양아버지는 앵거스가 아버지와 만나는 것을 금지하고 그를 군사학교로 보내려 한다. 폴은 앵거스를 변호하며 모든 책임을 뒤집어쓰고 학교에서 해고된다. 메리는 폴이 쓰고 싶어 했던 논문을 위해 노트를 선물하고, 폴과 앵거스는 작별인사를 나눈다. 폴은 교장실에서 훔쳐온 고급 코냑을 마시려다 학교를 향해 뱉어내고 학교를 떠난다.

## 출연진
- 폴 지어마티 - 폴 허넘 역
- 도미닉 세사 - 앵거스 역
- 데이바인 조이 랜돌프 - 메리 역
- 캐리 프레스턴 - 리디아 크레인 역
- 스테판 토른 - 토마스(앵거스 아빠) 역
- 질리언 비그만 - 주디(앵거스 엄마) 역
- 테이트 도노반 - 스탠리(앵거스 의부) 역
- 다비 리 스택 - 엘리스 역
- 후아니타 펄 - 페기(메리의 여동생) 역
- 캐리 프레스턴 - 리디아 크레인 역
- 브레디 헤프너 - 테디 쿤츠 역
- 짐 카플랜 - 박예준 역
- 앤드류 가먼 - 우드럽 역
- 나힘 가르시아 - 대니 역